# География Сьерра-Леоне
Сьерра-Леоне — государство в Западной Африке на побережье Атлантического океана. Столица страны — город Фритаун.

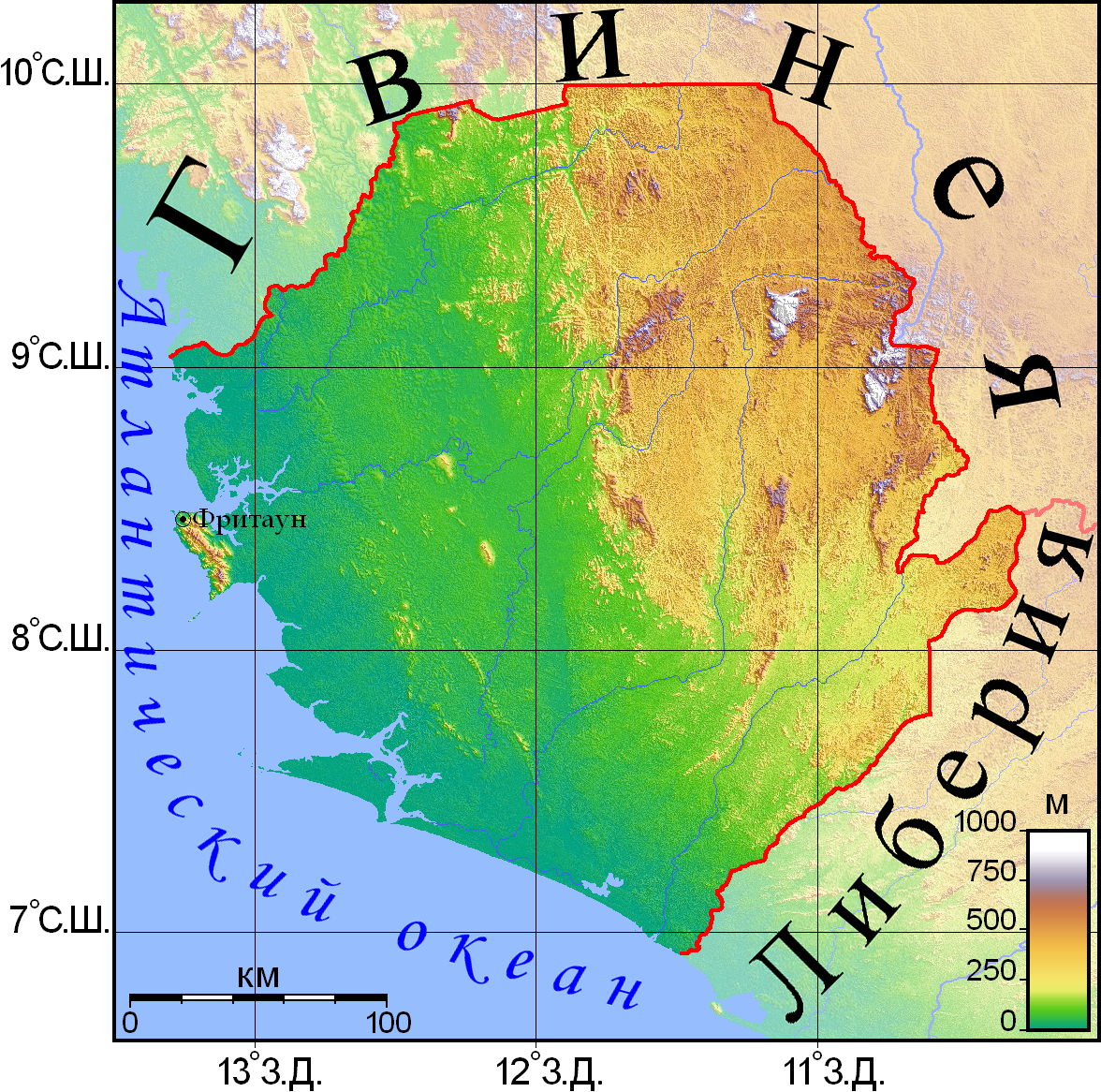
рельеф Сьерра-Леоне

Приатлантическая часть Сьерра-Леоне, наиболее населённая и удобная для сельского хозяйства, представляет собой низменность, полого спускающуюся к океану. Однако, на северо-востоке страны, на территории Леоно-Либерийского горного массива, рельеф более неровный, средней высотой около 600 м. Самая высокая точка страны — гора Бинтимани (1945 м). Северная часть страны также гориста, на её территории располагаются отроги массива Фута-Джаллон.
Климат субэкваториальный, жаркий и влажный (одна из самых дождливых стран Западной Африки), с сухим зимним сезоном (ноябрь — апрель) и влажным летним (май — октябрь). Среднегодовое количество осадков на побережье, в том числе и во Фритауне, 4000—4500 мм, среднемесячная температура в пределах от +24 до +27 °С. Во внутренних районах страны климат более прохладный (+20…+23 °С) и сухой (2000—2500 мм в год). В зимний сезон нередки засухи и песчаные бури, когда харматан резко повышает температуру воздуха и приносит из Сахары песок и пыль.
Речная сеть Сьерра-Леоне весьма развита. Главные реки — Большой Скарсиес (Коленте), Малый Скарсиес (Каба), Рокел, Джонг, Маболе, Сева, Моа и Макона. На побережье много удобных бухт, в частности, порт Фритауна.
Вдоль побережья тянется полоса мангров. Основной тип растительности — высокотравная саванна с зарослями кустарников и отдельно стоящими деревьями баобабов. Влажные экваториальные леса, сохранившиеся лишь на восточных склонах гор и возвышенностей и на юге, занимают менее 5 % площади страны.